# Donald Thomas
Donald Thomas, född 1 juli 1984 i Freeport, är en höjdhoppare från Bahamas. Hans främsta merit är ett guld i friidrotts-VM 2007.

## Karriär
Thomas som tidigare var basketspelare utmanades i januari 2006 av skolans höjdhoppare i kafeterian på Lindenwood University i Missouri. Han hade sett Donald Thomas flyga flera meter och dunka på basketträningen och ville veta vad han kunde prestera i höjdhopp. De slog vad huruvida Thomas skulle klara 1,98. De åkte direkt till skolans höjdhoppsmatta och Donald Thomas tog 1,98 i första försöket. Han klarade också 2,03 och därefter 2,13 i första försöket. Detta hoppat med vanliga tennisskor. 
Två dagar senare gjorde han sin första tävling och vann på 2,22. Senare samma år slutade han fyra på samväldesspelen. 
Under inomhussäsongen 2007 klarade han 2,30 för första gången och i juli klarade han 2,35. Vid tiden för hoppet så var 2,35 även årsbästa. Hans nuvarande personliga rekord är 2,37. 
Vid VM 2007 i Osaka vann Thomas höjdhoppet efter att ha klarat 2,35 i första försöket. Prestationen var extra anmärkningsvärd då han genomförde tävlingen i stavskor utan spikar och inte höjdhopparskor som övriga deltagare.
OS i Peking året efter blev dock en stor besvikelse för Thomas, han slogs ut redan i kvalet efter att ha klarat 2,20 men rivit ut sig på 2,25. Hans slutplacering i tävlingen blev 21:a plats.
Thomas är 1,90 cm lång och väger 75 kg.

## Personliga rekord
- Höjdhopp utomhus - 2,37 meter (18 juli 2016 i Székesfehérvár)
- Höjdhopp inomhus - 2,33 meter (10 mars 2007 i Fayetteville)